# Оперативное командование «Запад»

Зона ответственности ОК «Запад» на 1 января 2022 года

Оперативное командование «Запад» (ОК «Запад») (укр. Оперативне командування «Захід») — оперативное объединение сухопутных войск вооружённых сил Украины, созданное в январе 1998 года на базе Прикарпатского военного округа.
Области ответственности: Волынская, Закарпатская, Ивано-Франковская, Львовская, Ровненская, Тернопольская, Хмельницкая и Черновицкая. Штаб командования размещается в Ровно.

## Структура

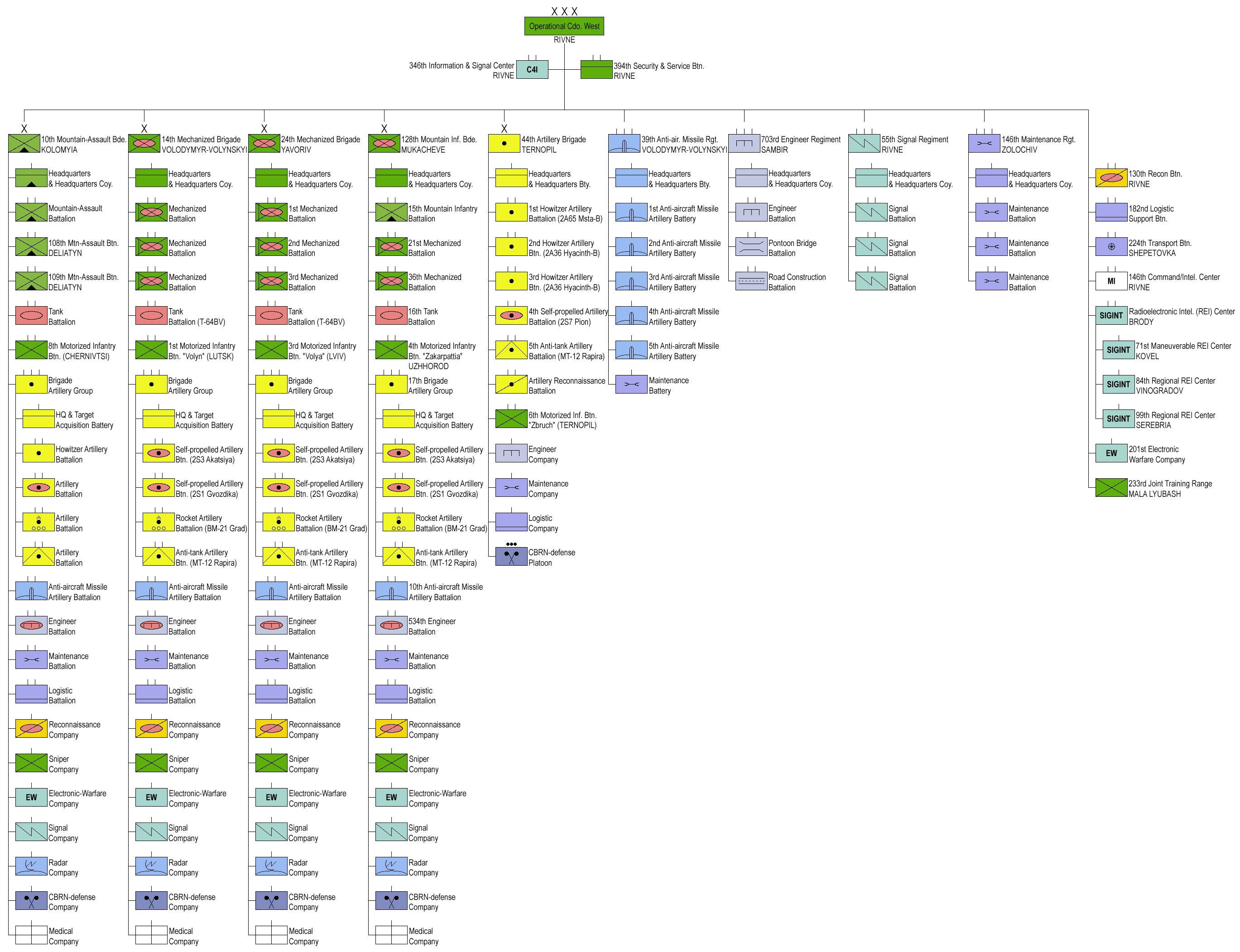
Состав ОК «Запад» в 2017 году

### 2006 год
До 1 июля 2006 года в Западное оперативное командование входили соединения и части 13-го армейского корпуса (13 АК), в составе:
- 24-я отдельная механизированная бригада, г. Яворов, Львовская обл.
- 34-я отдельная гвардейская горнопехотная Туркестанско-Закарпатская дважды Краснознамённая бригада, г. Мукачево
- 51-я отдельная механизированная бригада, г. Владимир-Волынский — расформирована 21 сентября 2014 года[1]
- 300-й отдельный механизированный полк, г. Черновцы — расформирован осенью 2013 года
- 11-я артиллерийская бригада, г. Тернополь — расформирована в декабре 2013 года[2]
- 44-я отдельная артиллерийская бригада, г. Тернополь, Тернопольськая обл. — сформирована в сентябре 2014 года[3][4]
- 15-й отдельный артиллерийский полк. г. Дрогобыч
- 19-я ракетная бригада, г. Хмельницкий
- 80-й отдельный аэромобильный полк, г. Львов
- 16-я бригада армейской авиации, г. Броды
- 7-й отдельный полк армейской авиации, с. Калинов
- 8-й отдельный полк специального назначения, г. Хмельницкий
- 79 ОБУ, г. Львов.

### 2021 год
- управление
- 10-я отдельная горно-штурмовая бригада (Коломыя)
- 128-я отдельная горно-штурмовая бригада (Мукачево)
- 14-я отдельная механизированная бригада (Владимир)
- 24-я отдельная механизированная бригада (Яворов)
- 44-я отдельная артиллерийская бригада (Тернополь)
- 39-й зенитный ракетный полк (Владимир)
- 55-й отдельный полк связи (Ровно)
- 7-я группа боевого управления
- 346-й информационно-телекоммуникационный узел
- 703-й отдельный полк оперативного обеспечения (Самбор)
- 146-й отдельный ремонтно-восстановительный полк (Золочев)
- 130-й отдельный разведывательный батальон
- 146-й командно-разведывательный центр (Ровно)
- региональный центр радиоэлектронной разведки «Запад» (Броды)
- 201-я отдельная рота радиоэлектронной борьбы
- 436-й отдельный узел радиоэлектронной борьбы
- 111-й расчетно-аналитическая станция
- 124-й объединённый центр обеспечения
- 182-й отдельный батальон материального обеспечения
- 224-й отдельный автомобильный батальон
- 394-й отдельный батальон охраны и обслуживания
- 233-й общевойсковой полигон
- 90-я артиллерийская база боеприпасов
- территориальные центры комплектования и социальной поддержки[5]

## Командующие
- генерал-полковник Шуляк, Пётр Иванович (январь 1998 — январь 1998)
- генерал-полковник Чернилевский Сергей Владимирович (сентябрь 1998 — октябрь 2003)
- генерал-полковник Петрук, Николай Николаевич (октябрь 2003 — июль 2004)
- генерал-лейтенант Куцин, Михаил Николаевич (июль 2004 — март 2010)
- генерал-майор Думанский Юрий Анатольевич (апрель 2010 — май 2012)
- генерал-лейтенант Довгань Игорь Андреевич (май 2015 — март 2017)
- генерал-лейтенант Павлюк Александр Алексеевич (март 2017 — апрель 2020)
- генерал-майор Шаптала Сергей Александрович (апрель 2020 — август 2021)
- бригадный генерал Литвинов Сергей Петрович (с августа 2021)